# Legg Mason Tennis Classic 2006
Legg Mason Tennis Classic 2006 — тенісний турнір, що проходив на кортах з твердим покриттям у місті Washington, D.C., USA з 31 липня . Належав до категорії ATP International Series.

## Фінальна частина

### Одиночний розряд
Арно Клеман —  Енді Маррей 7–6(7–3), 6–2

### Парний розряд
Боб Браян /  Майк Браян —  Пол Генлі /  Кевін Ульєтт 6–3, 5–7, [10–3]